# Grand Puba

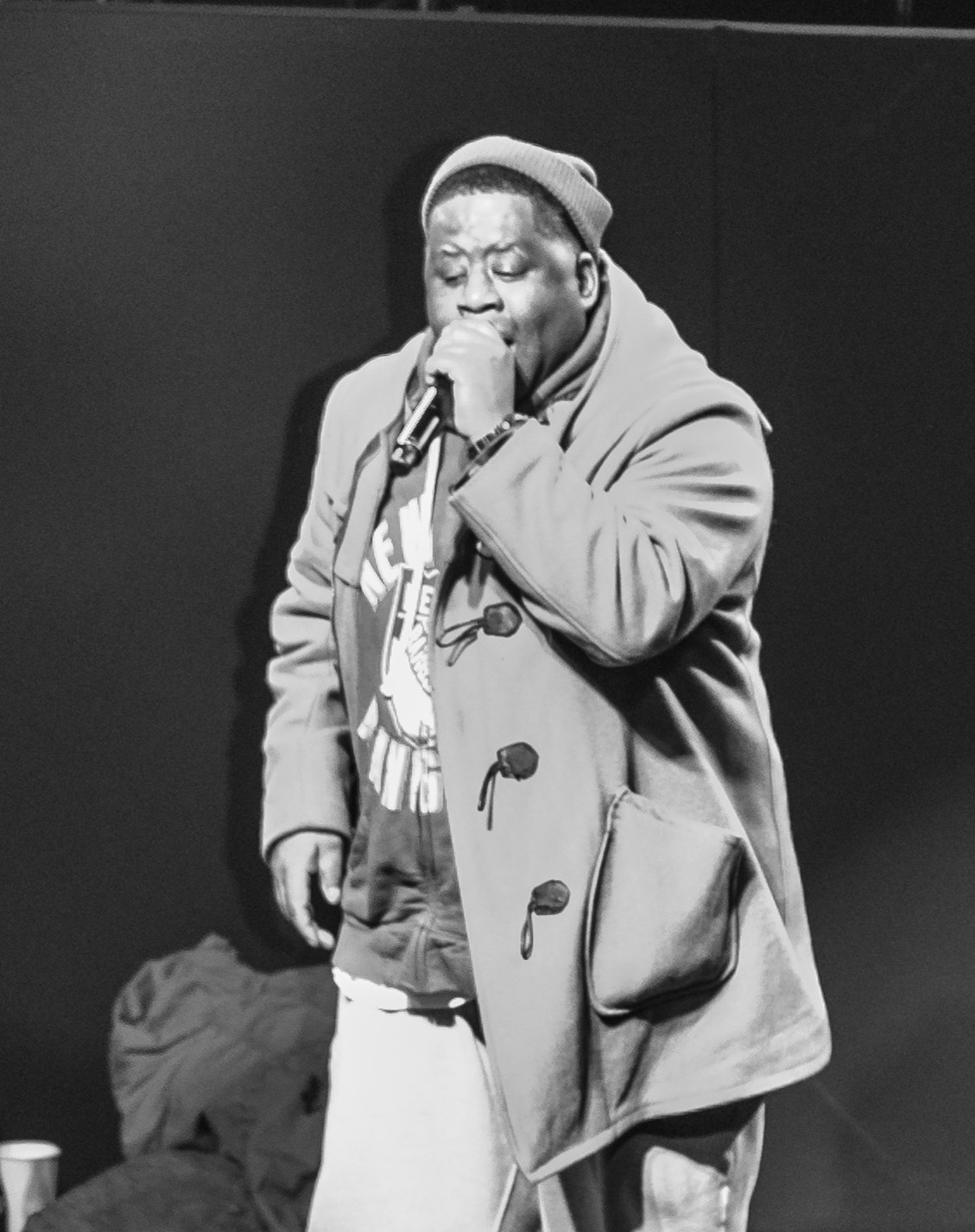
Grand Puba Maxwell en el escenario.

Grand Puba Maxwell (nacido como Maxwell Dixon el 4 de marzo de 1966) es un rapero conocido por formar parte del grupo Brand Nubian. Debutó con el grupo Masters of Ceremony. El álbum Dynamite (1988) fue muy bien valorado por la crítica, pero, probablemente, debido al escaso número de ventas, el grupo se deshizo, y Puba emergió como líder de Brand Nubian. Después de su innovador y versátil álbum de debut, One For All (1990) - que va desde el reggae hasta el rap pasando por el new jack swing - Puba dejó el grupo y embarcó su carrera en solitario. Volvió al grupo en 1998 para publicar el álbum The Return. En 2004 volvieron a sacar trabajo, Fire In The Hole, donde vemos a un rejuvenencido Puba que aparece en canciones con Beanie Sigel ("Bread and Butter"), con Sadat X, Missy Elliott ("My Struggles" feat.Mary J. Blige), y Ugly Duckling ("Party Goin' Down Tonight"). 

## Discografía
- 1992: Reel to Reel
- 1995: 2000
- 2001: Understand This
- 2009: Retroactive